# Forpus passerinus
Forpus passerinus е вид птица от семейство Папагалови (Psittacidae).

## Разпространение
Видът е разпространен в Аруба, Бразилия, Венецуела, Гвиана, Кайманови острови, Колумбия, Кюрасао, Суринам, Тринидад и Тобаго и Френска Гвиана.